# 回復アイテム
回復アイテム（かいふくアイテム）とは、ゲーム（特にコンピュータゲーム）におけるアイテムのうち体力などを補給する目的で使用されるものを指す用語。

## アクションゲーム
アクションゲームではライフ制を採用しているゲームに登場する。
例えば『がんばれゴエモン』では各所に存在する萬屋でおむすびなどの食品を購入、使用することで体力が回復し、これが回復アイテムにあたる。
一度のダメージでミスとなるゲームの場合、回復アイテムは基本的に存在せず、残機がひとつ増えるアイテムが実質回復アイテムとなり、これらはパワーアップアイテムは「1UP」などと呼ばれる。

## ロールプレイングゲーム
ロールプレイングゲームには必ずと言っていいほど回復アイテムが登場する。
代表的なものには『ドラゴンクエストシリーズ』の「やくそう」、『真・女神転生シリーズ』の「魔石」、『ファイナルファンタジーシリーズ』の「ポーション」、『ポケットモンスターシリーズ』の「キズぐすり」などがあり、これらは少量のヒットポイントなどを回復するアイテムである。いずれも比較的安価なアイテムでゲーム開始時から登場し、まだ弱いプレイヤーキャラクターの助けになる。
回復するものはヒットポイントとは限らない。毒や病気をはじめとする状態異常からの回復のほか、マジックポイントを回復するものも存在する。また、効果の大きいものになると死者や戦闘不能なキャラクターを蘇らせる力を持つものまである。
これらの多くは1回限りの消耗品であるが、中には何度使ってもその効果を失わない強力なものも存在する。ただしそれらはゲームバランスの観点から戦闘中にしかその効果が現れないなど何らかの制限がかかっているケースが一般的である。